# Lista över världens största företag
Listan kommer från affärstidskriften Forbes årliga rankning av världens 2 000 största företag. Ställningen avgörs genom att slå samman försäljning, vinst, tillgångar och marknadsvärde till en helhet. Statsägda företag finns inte med, eftersom de saknar marknadsvärde.

## Lista över världens 20 största företag 2024
| Nr | Företagsnamn               | Land           | Industri       | Försäljning (miljarder dollar) | Vinst (miljarder dollar) | Tillgångar (miljarder dollar) | Marknadsvärde (miljarder dollar) |
| -- | -------------------------- | -------------- | -------------- | ------------------------------ | ------------------------ | ----------------------------- | -------------------------------- |
| 1  | J.P. Morgan Chase          | USA            | Bank           | 252,9                          | 50                       | 4 090,7                       | 588,1                            |
| 2  | Berkshire Hathaway         | USA            | Konglomerat    | 369                            | 73,4                     | 1 070                         | 899,1                            |
| 3  | Saudi Aramco               | Saudiarabien   | Olja           | 489,1                          | 116,9                    | 661,5                         | 1 919,3                          |
| 4  | ICBC                       | Kina           | Bank           | 223,8                          | 50,4                     | 6 586                         | 215,2                            |
| 5  | Bank of America            | USA            | Bank           | 183,3                          | 25                       | 3 273,8                       | 307,3                            |
| 6  | Amazon                     | USA            | E-handel       | 590,7                          | 37,7                     | 531                           | 1 922,1                          |
| 7  | China Construction Bank    | Kina           | Bank           | 199,8                          | 47                       | 5 403,8                       | 187,5                            |
| 8  | Microsoft                  | USA            | Datorteknologi | 236,6                          | 86,2                     | 484,3                         | 3 123,1                          |
| 9  | Agricultural Bank of China | Kina           | Bank           | 193,5                          | 37,4                     | 5 832,9                       | 170,9                            |
| 10 | Alphabet                   | USA            | Konglomerat    | 317,9                          | 82,4                     | 407,4                         | 2 177,7                          |
| 11 | Toyota                     | Japan          | Bil            | 311,9                          | 34,2                     | 595,4                         | 274,9                            |
| 12 | Apple                      | USA            | Datorteknologi | 381,6                          | 100,4                    | 337,4                         | 2 911,5                          |
| 13 | Bank of China              | Kina           | Bank           | 173,3                          | 32,1                     | 4 657,1                       | 145,7                            |
| 14 | Exxon Mobil                | USA            | Olja           | 331,9                          | 32,8                     | 377,9                         | 536,7                            |
| 15 | HSBC                       | Storbritannien | Bank           | 144,9                          | 22,2                     | 3 000,5                       | 166,4                            |
| 16 | Wells Fargo                | USA            | Bank           | 120,1                          | 18,8                     | 1 959,2                       | 212,9                            |
| 17 | Shell                      | Storbritannien | Olja           | 289,7                          | 17,9                     | 402                           | 228,5                            |
| 18 | PetroChina                 | Kina           | Olja           | 399,1                          | 22,7                     | 388,1                         | 177,6                            |
| 19 | United Health Group        | USA            | Försäkring     | 379,5                          | 15,4                     | 284,2                         | 482,9                            |
| 20 | Walmart                    | USA            | Detaljhandel   | 657,3                          | 18,9                     | 254,1                         | 521,1                            |

## Svenska företag på listan
| Nr    | Företagsnamn          | Land    | Industri            | Försäljning (miljarder dollar) | Vinst (miljarder dollar) | Tillgångar (miljarder dollar) | Marknadsvärde (miljarder dollar) |
| ----- | --------------------- | ------- | ------------------- | ------------------------------ | ------------------------ | ----------------------------- | -------------------------------- |
| 217   | Volvo                 | Sverige | Kommersiella fordon | 52,1                           | 4,8                      | 67,3                          | 54                               |
| 289   | SEB                   | Sverige | Bank                | 17,6                           | 3,6                      | 386,2                         | 29,2                             |
| 375   | Swedbank              | Sverige | Bank                | 13,9                           | 3,3                      | 288                           | 23                               |
| 378   | Svenska Handelsbanken | Sverige | Bank                | 17,6                           | 2,7                      | 351,3                         | 18,3                             |
| 403   | Investor              | Sverige | Investmentbolag     | 7,4                            | 15,2                     | 84,8                          | 79,1                             |
| 544   | Atlas Copco           | Sverige | Industri            | 16,6                           | 2,7                      | 18,6                          | 90                               |
| 736   | Volvo Personvagnar    | Sverige | Bil                 | 37,5                           | 1,2                      | 34,6                          | 9,3                              |
| 741   | Assa Abloy            | Sverige | Säkerhet            | 13,5                           | 1,4                      | 19,6                          | 32,1                             |
| 790   | H&M                   | Sverige | Mode                | 22,1                           | 0,89                     | 16,8                          | 27,3                             |
| 813   | Essity                | Sverige | Hygien              | 15                             | 1,7                      | 17,4                          | 18,3                             |
| 855   | Sandvik AB            | Sverige | Industri            | 11,7                           | 1,2                      | 16,9                          | 26,8                             |
| 946   | Ericsson              | Sverige | Telekommunikation   | 24                             | −2,4                     | 28                            | 19,1                             |
| 1 136 | Hexagon               | Sverige | Mätteknik           | 5,9                            | 0,92                     | 18,4                          | 29,7                             |
| 1 148 | Industrivärden        | Sverige | Investmentbolag     | 1                              | 3                        | 16,4                          | 14,7                             |
| 1 253 | Evolution             | Sverige | Hasardspel          | 2                              | 1,2                      | 5,4                           | 23,3                             |
| 1 344 | Epiroc                | Sverige | Industri            | 5,7                            | 0,86                     | 7,3                           | 24,6                             |
| 1 436 | Lundbergs             | Sverige | Investmentbolag     | 2,2                            | 0,68                     | 21,4                          | 13,2                             |
| 1 576 | Alfa Laval            | Sverige | Industri            | 6,1                            | 0,61                     | 8                             | 18,7                             |
| 1 612 | Autoliv               | Sverige | Trafiksäkerhet      | 10,6                           | 0,54                     | 8,3                           | 10,2                             |
| 1 624 | SKF                   | Sverige | Kullager            | 9,6                            | 0,59                     | 11,2                          | 9,9                              |
| 1 676 | EQT                   | Sverige | Investmentbolag     | 2,2                            | 0,14                     | 10,2                          | 37,8                             |
| 1 682 | Skanska               | Sverige | Byggindustri        | 15,8                           | 0,46                     | 15                            | 7,5                              |
| 1 720 | Telia                 | Sverige | Telekommunikation   | 8,5                            | 0,03                     | 20,5                          | 9,9                              |
| 1 745 | Investment AB Latour  | Sverige | Investmentbolag     | 2,4                            | 0,55                     | 5,9                           | 17,6                             |
| 1 852 | Trelleborg AB         | Sverige | Industri            | 3,2                            | 0,91                     | 5,6                           | 9,3                              |